# Facel Vega Facel II
La Facel II è un'autovettura di lusso prodotta dal 1961 al 1964 dalla casa automobilistica francese Facel Vega.

## Storia e profilo
La Facel II fu lanciata nel dicembre 1961, per andare a sostituire la HK 500 e per proporre una vettura sportiva sempre in stile Facel Vega, ma più fresca ed attuale, in parole povere, di aspetto più piacevole. Tale esigenza era dovuta alla grossa crisi attraversata dalla Casa francese, causata dalle scarse vendite.
La Facel II consisteva in un restyling della HK 500. Uno degli aspetti più evidenti esteriormente fu l'abbandono del parabrezza "a zampa di cane", in favore di un parabrezza più convenzionale. Ma anche il frontale subì modifiche, la più evidente delle quali era costituita dai nuovi fari ovali a sviluppo verticale. In generale, la Facel II proponeva linee più tese rispetto a quelle della sua antenata.
Meccanicamente, la novità più consistente fu l'adozione, fin dall'inizio, dei freni a disco.
I motori utilizzati erano due: Il più "piccolo" era un V8 Chrysler da 6286 cm³ già montato su altri modelli della gamma e capace di erogare una potenza massima di 390 CV. La velocità massima era di circa 240 km/h, cifra che permise alla Facel II di rinnovare il record già stabilito a suo tempo dalla HK 500 e cioè quello di "coupé a 4 posti più veloce del mondo.
L'altro motore era sempre un V8 Chrysler, ma da 6767 cm³, erogante una potenza minore (335 CV), a tutto vantaggio dell'elasticità di marcia.
La Facel II fu proposta fino al maggio 1964, pochi mesi prima della cessazione dell'attività della Casa francese e fu prodotta in 180 esemplari.